# 短硬毛棘豆
短硬毛棘豆（学名：Oxytropis hirsutiuscula）为豆科棘豆属下的一个种。